# Madagaskisk franc
Madagaskisk franc (FM Franc Malagasy) var den valuta som användes i Madagaskar fram till 1 januari 2005, då den ersattes med ariary. Valutakoden var MGF. 1 Franc var = 100 centimes.

## Användning
Valutan gavs ut av Banque Centrale de Madagascar / Banky Foiben'i Madagasikara - BCM) som grundades 1925, ombildades 1963 och har huvudkontoret i Antananarivo.

## Valörer
- mynt: det fanns 1, 2, 5, 10 och 20 Franc
- underenhet: det fanns 50 centimes
- sedlar: det fanns 500, 1000, 2500, 5000, 10.000, 25.000 och 60.000 MGF